# وقاية (طب)
طبياً الوقاية تعني أي نشاط يؤدي إلى إنقاص والحد من اعتلال الصحة من مرض معين أو الوفاة.
يتم تقسيم هذا المفهوم إلى ثلاثة مستويات من الوقاية؛ وقاية أولية، ثانوية ومستوى ثالث.
1- الوقاية الأولية تتجنب حدوث مرض معين.
مجموعة أنشطة تعمل على تعزيز الصحة لغالبية السكان.
والهدف من الوقاية الأولية هو العمل على حفض معدل ظهور مرض من الأساس. يتم عبر عده أساليب مثل التطعيم ضد الكوليرا مثلا، وضد شلل الأطفال وضد الجدري، وغيرها أو التوعية الإعلامية مثلاً.
2- الوقاية الثانوية تهدف إلى الاكتشاف المبكر للمرض. وهذا يزيد من فرص التدخل للوقاية من تطور المرض واعراضه.
وهذا المستوى يدل على فشل المستوى الأول لأن المرض لم يتم تجنب ظهوره من الأساس. وهنا يتم العمل على العلاج عبر وسائل من أهمها توفير الوصول السريع إلى المستشفى للمصاب، بحيث لا تتفاقم حالته، فثلما في حالة سكتة دماغية أو ذبحة صدرية.
3- الوقاية من الدرجة الثالثة تحد من الأثر السلبي للمرض الموجود أصلاً عن طريق إعادة وظيفة العضو والحد من المضاعفات المرتبطة بالمرض.
ويتم هنا الحد من الأثر السلبي الناجم عن عدم العودة للحالة الطبيعية كاملة بعد عملية جراحية ما. ومن أمثله العمل في هذا المستوى الرعاية النفسية والتواصل الاجتماعي والاندماج في نشاطات مجتمعية.

## الوقاية، العلاج والشفاء
المثل المشهور الذي يقول: الوقاية خير من العلاج هو تبسيط لمفهوم العلاقة بيت الوقاية والمرض والعلاج بشكل عام.
الوقاية هي طريقة لتجنب الضرر أو الاعتلال والمرض في المقام الأول. على سبيل المثال، كثير من الأطفال يُحصنون ضد شلل الأطفال بعد فترة وجيزة من ولادتهم، ووهذا يمنع الأطفال من الإصابة بشلل الأطفال. لكن التطعيم لا يفيد على المرضى الذين يعانون أصلاً من شلل الأطفال. هنا العلاج يطبق بعد أن تكون المشكلة الطبية أو المرض قد بدأت بالفعل.

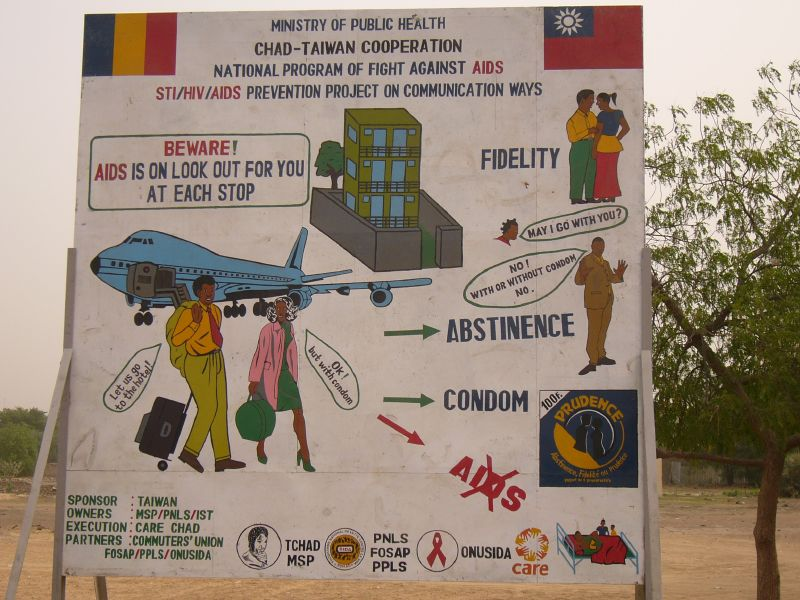
إعلان للوقاية من الايدز

العلاج يعالج المشكلة، ويمكن أن يؤدي إلى شفاء، ولكن العلاج في أغلب الأحيان يعمل على التخفيف من المشكلة طالما استمر العلاج. على سبيل المثال، لا يوجد علاج للإيدز، ولكن العلاجات متاحة لإبطاء الضرر الذي ألحقه فيروس نقص المناعة البشري المكتسب وتأخير الوفاة من المرض.
العلاجات لا تنجح دائما. على سبيل المثال، العلاج الكيميائي هو أحد علاجات السرطان إلى جانب الجراحة والعلاج بالأشعة، في بعض الأحيان لا يكون الشفاء بنسبة 100 ٪. لذلك، العلاج الكيميائي لا يعتبر علاجا مضمونا للشفاء من مرض السرطان، وإنما يكون أحد العلاجات في منظومة علاجية، تحسن من العلاج.
الشفاء هو مجموعة فرعية من العلاجات التي تعكس الامراض تماما أو تقوم بإنهاء المشاكل الطبية بصفة دائمة.
في هذا المجال المواد ذات الصلة يمكن ان تضر، لهذا عدد من النماذج الوقائية تم اقتراحها.
غوردن Gordon  1987 في مجال الوقاية من الأمراض، وبعد ذلك كومر وباكسلي Kumpfer and Baxley 1997 في المجال اقترحوا ثلاثة مستويات للتدخل الوقائي في نظام تصنيف: عامة، وانتقائية ووقاية دلالية.
من بين أمور أخرى، فإن هذا النموذج قد اكتسب تأييدا ويستخدم من قبل معهد الطب والمعهد الوطني لمكافحة إساءة استعمال المخدرات NIDA  في الولايات المتحدة الأمريكية، والمركز الأوروبي لمراقبة المخدرات والادمان.
1- وقاية عامة (التعليمية) تستهدف مجمل السكان (الوطن، المجتمع المحلي، المدرسة، الحي) وتهدف إلى منع أو تأخير المرض حيث تعتبر خط الدفاع الأول ضد أي مرض لأنها ستساعد المريض بمنع تطور المرض أوانتشاره لمن حوله وتحد من مخاطره
جميع الأفراد، من دون فرز، تُوفر لهم المعلومات والمهارات اللازمة للوقاية من المشكلة.
2- وقاية انتقائية تركز على المجموعات المعرضة لخطر تطور مشكلات الافراط في شرب الكحول أو الاعتماد عليه فوق المعدل القبول.
المجموعات الفرعية يمكن أن تمُيز بخصائص مثل السن، الجنس، التاريخ العائلي أوالحالة الاقتصادية. على سبيل المثال حملات مكافحة المخدرات في المجالات الترفيهية.
3- الوقاية الدلالية تشمل عملية الفرز، وتهدف إلى تحديد الأفراد الذين تظهر عليهم العلامات المبكرة والسلوكيات لتعاطي المخدرات وغيرها من المشاكل.
المطابقة يمكن أن تشمل تحديد هبوط الدرجات بين الطلاب، يعرف مشكلة الاستهلاك أو اضطرابات السلوك، الانسلاخ والتنفير عن الوالدين، المدرسة، ومجموعات الأقران الايجابية إلخ.
خارج نطاق هذا النموذج من ثلاثة مستويات هي الوقاية البيئية.
مناهج الوقاية البيئية عادة تدار في المستوى التنظيمي أو على مستوى المجتمع المحلي، والتركيز على التدخل لردع استهلاك المخدرات.
المنع والحظر (على سبيل المثال فرض حظر التدخين في أماكن العمل، وحظر الإعلان عن الكحول) يمكن اعتباره أقصى القيود البيئية. ولكن في الممارسة العملية لبرامج الوقاية البيئية تشمل مختلف المبادرات على المستوى الكلي والجزئي، من احتكار الحكومة لبيع المشروبات الكحولية على جوانب الطرق أو من خلال التجارب على المخدرات، وزيادة الاعدادات للشرطة في الأماكن الحساسة (قرب المدارس وعلى المهرجانات)، والمبادئ التوجيهية التشريعية التي تهدف إلى التعجيل بالعقوبات (التحذيرات والعقوبات والغرامات).